# (E)-۴-هیدروکسی-۳-متیل-بوت-۲-انیل پیروفسفات
(ایی)-۴-هیدروکسی-۳-متیل-بوت-۲-انیل پیروفسفات (به انگلیسی: (E)-4-Hydroxy-3-methyl-but-2-enyl pyrophosphate) یک ترکیب شیمیایی با شناسه پاب‌کم ۲۱۵۹۷۵۰۱ است. 